# Susanne Bard
Susanne Bard (* 17. März 1963 in Leipzig; † 23. Juli 2024 in Magdeburg) war eine deutsche Theaterschauspielerin, Hörspielsprecherin, Musicaldarstellerin und Theaterintendantin.

## Leben und Wirken
Susanne Bard wuchs in Leipzig auf. Nach ihrem Schulabschluss absolvierte sie bis 1987 ein Schauspielstudium und eine Gesangsausbildung an der Theaterhochschule Leipzig.
Im Jahr 1987 zog sie nach Magdeburg. Von 1990 bis 2001 war sie als festes Ensemblemitglied an den Freien Magdeburger Kammerspielen engagiert. Ab 2001 war sie als freischaffende Schauspielerin tätig. Sie erhielt auch Theaterengagements in Berlin, Halle (Saale), Wien, Plowdiw und in Weimar. Von 2007 bis 2014 war sie als festes Ensemblemitglied am Hessischen Staatstheater Wiesbaden engagiert. Im Jahr 2014 war sie eines der Gründungsmitglieder der Kammerspiele Magdeburg, wo sie bis zu ihrem Tod als Darstellerin, Intendantin und Regisseurin tätig war.
Als Bühnendarstellerin wirkte sie in zahlreichen Theaterstücken und in Musicals mit, wie beispielsweise in Der Hauptmann von Köpenick, Die Europäer, Mephisto, Glaube Liebe Hoffnung, Der Menschenfeind oder in The Kraut.
Bard war zudem über mehrere Jahre hinweg als Hörspielsprecherin für den MDR und den WDR tätig.
Sie war mit dem Schauspieler Michael Günther Bard verheiratet. Susanne Bard starb am 23. Juli 2024 nach langer, schwerer Krankheit im Alter von 61 Jahren. Ihr Ehemann starb zwei Wochen nach ihr.

## Filmografie
- 1992: Teuflische Intrigen
- 1993: Grad Night
- 2005: Move this House
- 2007: Ms. Adventure

## Hörspiele (Auswahl)
Die ARD-Hörspieldatenbank enthält (Stand: Juli 2024) für den Zeitraum von 1986 bis 2023 insgesamt 45 Datensätze, bei denen Susanne Bard als Sprecherin geführt wird.
- 1986: Barbara Neuhaus: Selbst ist der Mann (Anett) – Regie: Annegret Berger (Original-Hörspiel, Kriminalhörspiel, Kurzhörspiel – Rundfunk der DDR)
- 1986: Sybill Mehnert: Souvenir aus Prag (Vera Matthus) – Regie: Klaus Zippel (Originalhörspiel, Kriminalhörspiel, Kurzhörspiel – Rundfunk der DDR)
- 1986: Gerhard Pötzsch: Tatbestand – Eine Sendereihe in Zusammenarbeit mit dem Generalstaatsanwalt der DDR : Folge 33: Glitzernde Wände (Anke) – Regie: Achim Scholz (Originalhörspiel – Rundfunk der DDR)
- 1991: Dirk Heidicke: Einige Züge später – Regie: Bert Bredemeyer (Originalhörspiel – Einrichtung nach Art. 36 Einigungsvertrag | Sachsen Radio)
- 1993: Tankred Dorst, Ursula Ehler: Merlin oder Das wüste Land (2 Teile; Gekürzte Fassung) (Orgelouse) – Bearbeitung und Regie: Walter Adler (Hörspielbearbeitung – MDR)
- 1993: Andreas Berger: Bankraub (Bankkundin Eva Sobatka) – Regie: Joachim Staritz (Kriminalhörspiel – MDR)
- 1994: Ray Bradbury: Fahrenheit 451 (Mildred) – Regie: Holger Rink (Hörspielbearbeitung, Science-Fiction-Hörspiel – MDR)
- 1997: Hans Fallada: Bauern, Bonzen und Bomben (15 Folgen) (Elise Tredup) – Regie: Jürgen Dluzniewski (Hörspielbearbeitung – MDR)
- 1997: Jens Sparschuh: Der Zimmerspringbrunnen (Frau 3/Conny) – Bearbeitung und Regie: Irene Schuck (Hörspielbearbeitung – BR)
- 1998: Rolf Becker: Ach, Sie kennen Stanley Adler nicht? (Ethel) – Regie: Jürgen Dluzniewski (Originalhörspiel, Kriminalhörspiel – MDR)
- 2002: Dick Francis: Verrechnet (Patsy Benchmark) – Regie: Klaus Zippel (Hörspielbearbeitung, Kriminalhörspiel – MDR/Stefan Kanis/SWR)
- 2004: Martin Andersen Nexø: Pelle der Eroberer (Fünf- und zweiteilige Fassung) (Karna) – Regie: Götz Fritsch (Hörspielbearbeitung – MDR)
  - Auszeichnung: Hörspiel des Monats Juni 2004
- 2015: Alice Munro: Die Überfahrt (Frau 1) – Bearbeitung und Regie: Irene Schuck (Hörspielbearbeitung – MDR/NDR)
- 2023: Gert Prokop: Timothy Truckle ermittelt (7. Folge: Der Photonenschrei) (Maud DuMont) – Regie: Wolfgang Seesko (Hörspielbearbeitung, Kriminalhörspiel – MDR)